# 延嗣宗
延嗣宗（韓語：연사종；1360年—1434年），字不非，本貫谷山，咸镜道咸興市人，高麗末年至朝鲜王朝初時的政治人物。作為朝鮮王朝開國功臣，延嗣宗獲冊封為谷山的府院君。

## 生平
延嗣宗为延寿菖之五世孙。
1388年（高麗禑王14年）李成桂征伐遼東擔任掌軍鎮撫。朝鲜王朝建國後，作為開國功臣而獲冊封。
1401年（朝鮮太宗元年）第二次王子之乱任大將軍時支持仍是定安君的朝鲜太宗，成為佐命功臣而晉封四等冊錄上將軍及湖州戶曹典書。《谷山延氏大同谱》云：“五世孙嗣宗，朝鲜太宗朝功臣，封谷山府院君、靖厚公”。
1407年出任判漢城府事兼右軍摠制；1410年升任東北面兵馬都節制使。
据《朝鲜李朝太宗实录》记载：“朝鲜太宗十八年（1418）四月，出使明朝的谢恩使谷山君延嗣宗、同知总制李愉归国时，就曾带回，以缎子交易的“医书、药材等”。
1422年（朝鮮世宗4年）被任命為三軍都鎮撫、歷任議政府參贊及中軍都摠制。同年4月，封谷山府院君。
1434年（世宗16年）5月8日離世，世宗停止上朝三天，禮葬，贈谥号靖厚。葬今日首爾蘆原區。1991年移葬忠清北道曾坪郡 。